# Šlechtic nádeníkem
Šlechtic nádeníkem (v německém originále Der adeliche Taglöhner nebo Der adelige Taglöhner) je opera (autorským označením „komický originální singspiel“) o třech dějstvích českého skladatele Josefa Bárty na libreto Paula nebo Josepha Weidmanna na námět stejnojmenné činohry, kterou vydal roku 1774 F. G. sv. p. von Nesselrode zu Hugenpoët (Hugenboett). Premiéru zpěvohry uvedlo 28. března 1780 vídeňské dvorní divadlo (Burgtheater).

## Vznik, charakteristika a historie
Skladatel Josef Bárta pocházel z Prahy a od roku 1769 žil ve Vídni, kde se věnoval mimo jiné hudbě pro divadlo. Jeho první operou byla roku 1772 italská opera buffa Ďáblice, avšak proslavil se až roku 1778 singspielem Dobrá rada drahá, jedním z prvních příspěvků do repertoáru německého Národního singspielu, založeného císařem Josefem II. s ambicí nahradit italskou operu. Dobrá rada drahá měla nemalý úspěch a Bárta se k tomuto žánru záhy vrátil s novým dílem.
Za námět zvolil úspěšnou a poměrně novou larmoyantní činohru Šlechtic nádeníkem; pronásledovaná nevinnost má v tomto kusu netypicky mužskou podobu mladého šlechtice, který je nucen vydělávat si na živobytí vlastní prací. U libreta není jasné, zda je vypracoval herec a dramatik Paul Weidmann (1744–1801, podle tisku libreta) nebo jeho méně slavný bratr Joseph (1742–1810, podle účetní knihy divadla), popřípadě zda bylo dílem obou. Rovněž obsazení premiéry není známo, ví se jen, že v titulní roli Erasta debutoval v Národním singspielu herec Joseph Walter pocházející z Čech. Provedení údajně „mělo úspěch díky velmi zdařile provedeným komickým situacím“. Allgemeiner Theater Allmanach však zachycuje jen tři další reprízy tohoto singspielu (3. dubna, 28. července, 3. srpna), po nichž byl Šlechtic nádeníkem vyřazen z repertoáru.
Další inscenace Bártovy zpěvohry se konala v Praze roku 1782, kde ji měla v repertoáru divadelní společnost Karla Wahra; dokládá ji jednak v Praze vydané libreto z téhož roku, jednak její uvedení v soupisu provozovacích materiálů, které téhož roku Wahr předložil k proplacení mecenáši hraběti Nosticovi.
Hudba k celému Šlechtici nádeníkovi se zřejmě nedochovala (před rokem 2019 po ní pátral v Hamburku dirigent Martin Štilec), i když ještě roku 1799 byla inzerována v tisku. V Rakouském národním archivu se nalézají dva úryvky – scéna (recitativ a árie) Erasta Was ist das Etwas, das ich fühle a komický duet Mückenklauové a Immergrüna Gefällt das Bild? – a v Českém muzeu hudby jsou uchovávány dobové opisy úprav některých čísel ze zpěvoher Dobrá rada drahá a Šlechtic nádeníkem v úpravách pro kvarteto resp. kvinteto smyčcových nástrojů s příčnou flétnou, které dokládají oblibu Bártových melodií i mimo divadlo.
Roku 1784 (1. září) mělo v Ulmu premiéru hudební zpracování téhož tématu, jehož autorem byl páter Michael Methie (1748–1807).

## Postavy
- Slečna Rosalie, bohatá dědička
- Hrabě Immergrün
- Hraběnka von Mückenklau, mladá vdova
- Baron Bienenthal, kmet ve vyhnanství
- Erast, jeho syn, nádeník
- Schwerwenzel, polír
- Řemeslníci různého druhu
- Hejduk a jiní sloužící[13]

## Děj opery
Odehrává se na předměstí v Rosaliině letohrádku po dobu jednoho dne.

### 1. dějství
(Panská zahrada s rozestavěným letohrádkem)
Na znamení zvonu se dávají řemeslníci do práce na stavbě letohrádku pro slečnu Rosalii. Polír Scherwenzel kontroluje docházku (introdukce Ihr Männer hört, die Glocke tönt). Všichni se pilně dávají do díla, jen Erasta – nemajetného šlechtice – tělesná práce přivádí k slzám. Místo kopání hořekuje a přivolává na sebe smrt (árie Schon müde bin ich anzuklagen); ostatní nádeníci neduživého mladíka litují (sbor Der arme Junge dauert mich). Scherwenzel si také stěžuje na svou odpovědnou práci (árie Welch eine Last liegt stäts auf mir!). Zlobí se na Erasta pro jeho nevýkonnost a hrozí, že ho vícekrát nezaměstná. Erast se opět rozeštká – musí totiž živit svého starého otce, ale žebráním o pomoc mnoho nezískal a práce zdá se také moc nepřinese (árie Was hilft es, wenn ich ewig klage). Z vykopaného základního kamene zjišťuje, že tento zámek patříval jeho dědovi; nyní ho však vlastní jistá krásná mladá dáma.
Ta právě přichází; je ro slečna Rosalie. Má vše, co si může přát – mládí, postavení, majetek – ale není jí to dost, protože touží po lásce (árie Mich erquicken schöne Auen). Všimne si plačícího Erasta a vyptává se ho na příčinu jeho žalu. Erast lítostivě vypočítává svá neštěstí a ihned poté prosí Rosalii o hmotnou pomoc (árie O hören sie die ehrfurchtsvolle Bitte!). Rosalie je dojata, obdivuje Erastov ušlechtilé rysy, a když zjistí, že je gramotný, vyžádá si jeho adresu. Scharwenzelovi pak řekne, že Erast je pod její ochranou, a nařídí mu ho nadále zaměstnávat. Scharwenzel rozkaz akceptuje, ale po Rosaliině odchodu soptí; domnívá se, že si na něj Erast stěžoval, a chce se pomstít (árie Mich, den Scharwenzel, zu verklagen?).
Na obhlídku prací přicházejí komicky vyšňořená hraběnka Mückenklauová a podobný elegán hrabě Immergrün. Hašteří se ohledně stavby letohrádku – cokoli jeden z nich řekne, druhý tvrdí pravý opak, spokojený však není žádný (duet Die Alleen sind zu nieder). Hraběnka nicméně dává dělníkům darem pár zlaťáků a ti okamžitě odkládají nářadí, plní korbele a připíjejí si (sbor Trinckt Brüder itzt).

### 2. dějství
(1. obraz – Tamtéž) Dělníci po práci podřimují. Toho využije Scharwenzel a podstrčí Erastovi do tlumoku kradený materiál. Ten si ničeho nevšimne, protože právě zasněně vzpomíná na Rosalii (recitativ a árie Was ist das Etwas, das ich fühle? … O sie bezaubert, wenn sie spricht). Pak nádeníci svačí a pokoušejí se přečíst článek z novin, ve kterých měl jeden z nich zabalen sýr (sbor Gieb her! ich lese aus der Kunst). Ale protože žádný z nich neumí pořádně číst, musí jim ho přečíst Erast. V novinách stojí, že kdo přinese zprávy o uprchlém baronovi Bienenthalovi nebo jeho synovi, tomu hrabě Immergrün vyplatí odměnu 200 zlatých. Nádeníci sní, co by udělali s tolika penězi (sbor Das wär ein Glück). Erast – totiž Bienenthal syn – se domnívá, že se úřady dozvěděly o tajném návratu Bienenthalových a chtějí se jich zmocnit, ale rozhodne se sama sebe udat a získanou odměnu tajně doručit otci.
Scharwenzel nechává nádeníky nastoupit do řady. Tvrdí, že ze staveniště mizí věci, a prohledává jejich věci. Brzy přijde na Erastův tlumok a obviní ho z krádeže. Erast je takovým obviněním hluboce dotčen na cti, ale Scharwenzel ho bije a odvádí. Někteří dělníci Erastově vině nevěří a všem se nelíbí, že by je měl polír právo bít, proto jdou za nimi (scén Ein Dieb! – Eilt ihn zu binden!).
(2. obraz – Síň s výhledem do zahrady) Rosalie si nechala o Erastovi sehnat informace: prý je skutečně chudý a poctivý a živí stařičkého otce. Rosalie posílá sluhy, aby jí Erastova otce přivedli, a pak přemítá, zda to, co k Erastovi cítí, je jen soucit, nebo spíše láska (recitativ a árie Wahrhaftig ich erstaune! … Entadelst du en Herz, o Liebe). Pak odchytí hraběte Immergrüna. Ten byl slečně jakožto dobrý přítel jejího otce od jeho smrti se vším nápomocen. Rosalie tuší, že se její otec zmocnil majetku po baronovi Bienenthalovi lstí, a proto usiluje s pomocí hraběte původního vlastníka či jeho dědice vypátrat a rozdělit se s nimi. Hrabě to považuje za pošetilé a sám se o Rosalii uchází, ale ta ho soustavně odmítá a posílá za hraběnkou Mückenklauovou (duet O Liebe, laß die Tygerinn fühlen). A právě když Immergrün klečí Rosalii u nohou, hraběnka vstoupí a pohoršuje se nad jeho ošemetností (árie Sind dieses ire Hausgeschäfte?). Nato vpadnou Scharwenzel vedoucí Erasta a za ním houf rozvášněných řemeslníků. Polír obviňuje mladíka z krádeže a ostatní mu hlučně přizvukují či odporují; vrchnost si zacpává uši (finále-sbor Wir kommen in Ergebenkeit).

### 3. dějství
(1. obraz – Sál s galerií předků) Hrabě Immergrün a hraběnka Mückenklauová si vyměňují názory na nový portrét hraběte (duet Gefällt das Bild?). Scéně přihlíží Erast, který přinesl hraběti nabídku: ví, kde se zdržuje mladý Bienenthal, a jakmile slíbená odměna doputuje do rukou jeho otce, může ho vydat do hraběcích rukou (árie Das Gold will ich meinem Vater geben). Hrabě mu dává měšec s penězi a odchází vydat příslušné rozkazy a mezitím sluha přivádí starého Bienenthala, kterého sem Rosalie dala přivézt. To narušuje Erastovy plány, a proto otce straší a vyzývá, aby uprchl a ukryl se (árie Dort girrt und seufzt die sanfte Taube). Dává mu měšec s penězi a utíká pryč. Ale otec na stará kolena nechce zachraňovat svůj život na synův účet (árie Wozu sind alle diese Waffen?). Hledá Erasta a narazí na Scharwenzela, který mu sděluje, že jeho syn je zloděj. To starci láme srdce a polír ho odvádí s sebou.
(2. obraz – Síň s výhledem do zahrady) Hrabě Immergrün sice vyhlásil pátrání po Bienenthalech na popud Rosalie, ale nikoli s úmyslem jí je předvést, nýbrž zbavit se jich nadobro a získat Rosaliinu ruku a jmění. Erast mu vypravuje, jak byl jeho otec v neklidných časech falešně obviněn z vlastizrady a musel uprchnout. Nedávno se vrátili jako žebráci a na zapřenou do vlasti. Nyní se Erast přiznává, že to on je mladý Bienenthal, a vydává se hraběti na milost a nemilost. Hrabě ho chválí, ale tvrdí, že nebezpečí jim zde stále hrozí; nabízí mu peníze, jen aby zachoval mlčenlivost a vytratil se opět do ciziny.
Jenže Rosalie tento rozhovor vyslechla z vedlejšího kabinetu a před Erastem se hraběte vyptává na výsledek jeho pátrání. Hrabě se ocitá v úzkých, navíc když se objeví Scharwenzel se starým Bienenthalem a trvá na potrestání Erasta jako zloděje, zatímco hrabě by Erasta raději viděl co nejdříve pryč. Rosalie Scharwenzelova obvinění naoko přijímá, avšak políra zneklidní přáním odměnit věrného služebníka a potrestat padoucha veřejně před nastoupenými řemeslníky. Než se všichni sejdou, dává Rosalie hraběti najevo, že o všem ví, a odebírá mu správu svých záležitostí.
Hraběnka Mückenklauová si stěžuje na muže, a zejména na to, že ať se žena chová jakkoli, vždy je v neprávu (árie Betrügen wir die losen Diebe). Nato Rosalie odhaluje před řemeslníky polírův podvod; Erast je šlechtic, a proto se krádeže dopustit nemohl. Na místě pak Scharwezela vyhazuje. Bienenthalovi a Erastovi, jejichž projevené ctnosti ji zahanbují, chce vrátit veškerý majetek, ale Bienenthal má lepší řešení: oženit Ernesta s Rosalií. S tím oba souhlasí (duet Willst du mein Wohlseyn, so bedenk). Hraběnka Mückenklauová se konečně zmocní svého Immergrüna a všichni opěvují vítězství velkomyslnosti a ctnosti (finále Die Großmuth heilet alle Schmerzen).